# Mabo v Queensland (No 1)
Mabo v Queensland (No 1) was een belangrijke rechtszaak in Australië die de Queensland Coast Islands Declaratory Act ongeldig verklaarde en de weg vrij maakte voor de erkenning van native title in de rechtszaak Mabo v Queensland (No 2).

## Voorgeschiedenis
In 1879 annexeerde de Australische deelstaat Queensland drie eilanden in de Straat Torres: Mer (Murrayeiland), Dauar (Dowar Island) en Waier (Wyer Island).
In 1982 introduceerde het parlement van Queensland de Queensland Amendment Act 1982. Deze wet regelde het beschikbaar stellen van land aan Aboriginal mensen en Straat Torres-eilanders in de vorm van een trust (land grant in trust).
De bewoners van Mer waren het niet eens met de wet en zochten duidelijkheid over hun rechten met betrekking tot land op het eiland. In 1982 startte Edward Koiki Mabo samen met andere bewoners van het eiland een rechtszaak tegen de Australische deelstaat Queensland. 
Queensland probeerde de rechtszaak op diverse manieren af te wenden. In 1985 introduceerde de deelstaat de Queensland Coast Islands Declaratory Act. Deze wet bepaalde dat de eilanden na hun annexatie in het bezit van de Kroon zijn overgegaan en dat alle native-title-rechten toen, nu en in de toekomst zijn uitgewist.

## De zaak
Edward Koiki Mabo vocht de Queensland Coast Islands Declaratory Act aan. De centrale vraag die de rechters van de hoogste rechtbank van Australië, de High Court, moesten beantwoorden was of de wet geldig was.
Edward Koiki Mabo en de andere eisers argumenteerden dat de wet discriminerend was, omdat ze de Aboriginal mensen en Straat Torres-eilanders van hun rechten met betrekking tot het eiland beroofde, terwijl de rechten van andere mensen in Queensland onaangetast bleven. Dit strookte volgens hen niet met de Racial Discrimination Act 1975, een federale antidiscriminatiewet. De Australische grondwet bepaalt dat een staatswet ongeldig is wanneer deze in strijd is met een federale wet.
Op 8 december 1988 deed de High Court uitspraak in de zaak. De rechters oordeelden dat Queensland met de wet eigenmachtig de oorspronkelijke bevolking van haar recht op landbezit beroofde. Dit was volgens hen in strijd met een algemeen recht op landbezit dat ieder mens heeft. 

## Gevolgen
Door de uitspraak kon Queensland de Act niet meer gebruiken om de hoofdzaak Mabo v Queensland (No 2) af te wenden.